# イグナーツ・フレンツル
イグナーツ・フレンツル（Ignaz Fränzl, 1736年6月3日 - 1811年9月6日（埋葬））は、ドイツのヴァイオリニスト、作曲家。マンハイム楽派の第2世代の中で中心的な役割を果たした。

## 生涯

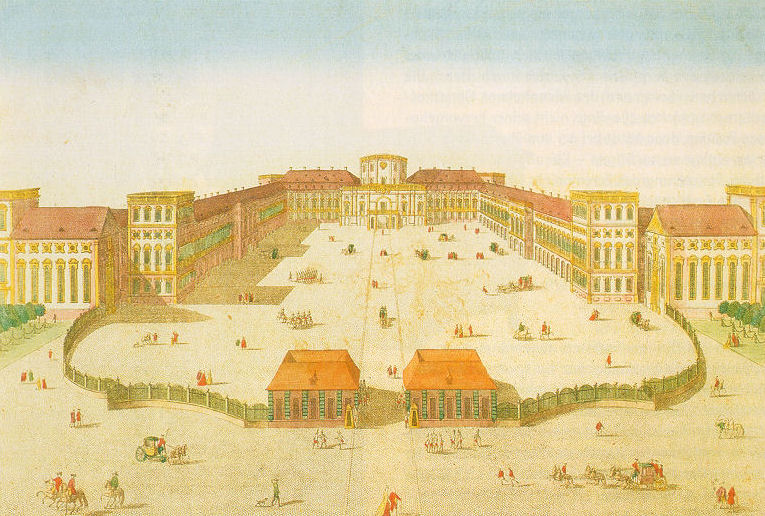
マンハイム宮殿 1755年

フレンツルはマンハイムに生まれた。1747年にはマンハイムの宮廷管弦楽団に入団した。ヴァイオリニストとしての入団であったが、同じくマンハイム楽派で作曲家兼ヴァイオリニストであったクリスティアン・カンナビヒ同様、実習生だった可能性がある。1756年作成の名簿においては、フレンツルはカンナビヒ、カール・ヨーゼフ・トエスキと共に首席ヴァイオリニストとして記録されている。他のマンハイム宮廷管弦楽団の仲間の場合と同じく、フレンツルは数度パリへと赴いてコンセール・スピリチュエルで演奏を行っている。1774年に彼はコンサートマスターへと昇進し、1778年に宮廷管弦楽団の大部分がミュンヘンへ移るまでの間、その職に留まった。
フレンツルはヴァイオリン教師としても活発に活動していた。最も有名な門弟は息子のフェルディナント・フレンツル、ピエール・ノエル・ジャーヴェ（Pierre Noël Gervais）、ポール・アントン・ヴィンベルガー（Paul Anton Winnberger）、そして有名なピアニストのヨハン・ペーター・ピクシスの兄であるフリードリヒである。
宮廷管弦楽団の他のメンバーとは異なってフレンツルはミュンヘンへの移住を行わず、マンハイムに留まることを選択した。同地で彼は宮廷劇場の音楽監督となって、1804年までこれを務めた。

## モーツァルト、ディッタースドルフとの関わり

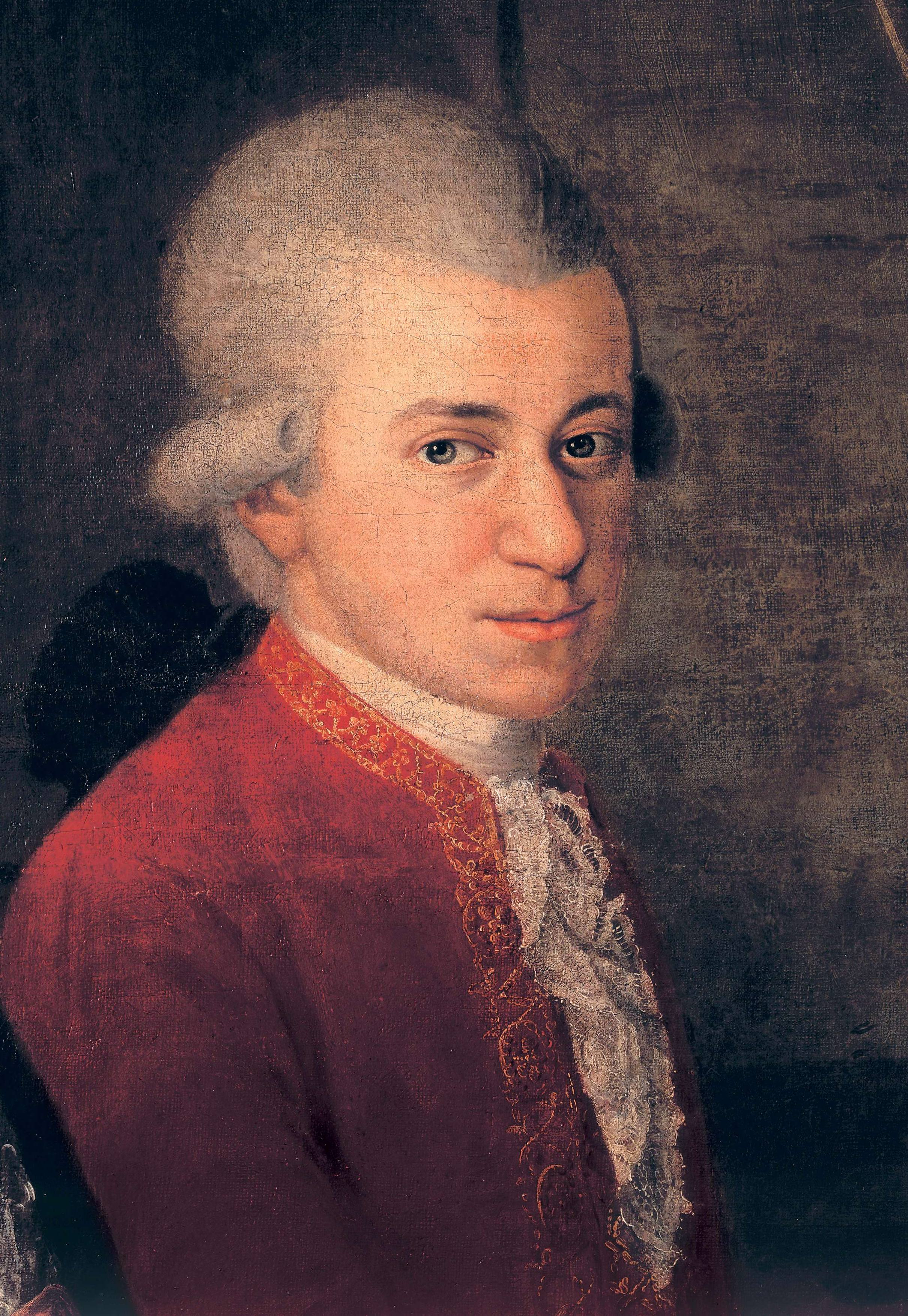
モーツァルト

### モーツァルト
モーツァルトは1777年11月22日に、フレンツルがヴァイオリン協奏曲を演奏するのを聴いている。演奏家はおそらくマンハイム宮殿のリッターザール（王のホール）で行われたものと考えられる。モーツァルトは同日夕方、実家にいる父レオポルトに宛ててこう書き送っている。
「本日6時にガラ・コンサートが行われました。フレンツル氏（カンナビヒ夫人の姉妹と結婚した人物です）が奏するヴァイオリン協奏曲は、非常に楽しく聴くことが出来ました。お父上もご存じの通り、私は単なる難技巧を愛でるということはしません。彼は難しい音楽を弾きましたが演奏はそうは聞こえず、まるで誰でも同じように容易く弾けるかのようでした。これは本当のことです。彼は丸みを帯びた素晴らしい音色を有しており、1音たりとも欠けることなく全てが際立ち、引き立てられていました。また、彼は上げ弓でも下げ弓でも美しいスタッカートを奏でましたし、彼がしたようなダブルトリルはかつて聞いたことがありませんでした。要するに、彼は魔法使いではないにせよ、非常に卓越したヴァイオリン奏者だと私は思うのです。」
モーツァルトの「ヴァイオリンとピアノのための協奏曲」 K.315fはフレンツルとモーツァルトが共演するために書き始められたが、モーツァルトが1778年12月にマンハイムを発たねばならなかったために完成には至らなかった。

### ディッタースドルフ
同時代のヴァイオリニスト、作曲家のカール・ディッタース・フォン・ディッタースドルフはフレンツルとほぼ同年輩であった。彼は1787年のウィーンでフレンツルの演奏を耳にし、フレンツルを同時代で最も優れたヴァイオリニストであるとみなした。
「今回、私は外国から来た7人のヴァイオリニストに出会いました。彼らは思惑を持って、予想を裏切って一緒にやってきたのです。彼らの中でも筆頭に挙げられるのはヤルノヴィヒ（Jarnowich）、フレンゼル・ペール、Sなんとか氏といったドイツ帝国の人物です。S氏の優秀さはその重音奏法とアルペジオにあり、彼はそれを嫌というほど見せつけました。彼が下手をうったり、楽譜に書かれていることと違うことをしてしまうたびに、本当に耳の肥えたものは皆歯が浮くようだと感じたものです。

## 主要作品
フレンツルの作品の大半は、まずパリで出版されている。彼の全作品を並べると、その数はかなり少ない。全て器楽演奏のために書かれた約24作品で全てである。

### 管弦楽曲
- 交響曲 第5番 ハ長調【演奏例】
- 6つのヴァイオリン協奏曲

### 室内楽曲
- 2つのヴァイオリンとチェロのための6つのソナタ
- 6つの弦楽四重奏曲
- フルート、ヴァイオリン、ヴィオラとチェロのための3つの四重奏曲（弦楽四重奏としても演奏可能）